# 李贺军
李贺军（1957年12月—），河南确山人，中国复合材料学家，中国工程院院士。

## 生平
1982年1月毕业于洛阳农机学院（今河南科技大学）锻压专业，1984年和1991年分别取得哈尔滨工业大学塑性加工专业硕士和博士学位。1984年至1988年在洛阳工学院（今河南科技大学）任教，1991年至1994年在西北工业大学做博士后研究，2002年至2016年任西北工大材料学院院长。2004年任西北工大超高温结构复合材料重点实验室副主任。2019年7月当选亚太材料科学院院士。2019年11月当选中国工程院化工、冶金与材料工程学部院士。

## 荣誉
- 获国家自然科学二等奖1项，国家技术发明二等奖2项，国家教学成果一等奖1项、二等奖1项，省部级一等奖6项
- 2002年获国家杰出青年基金资助
- 2011年获评陕西省“三秦”学者
- 获日本复合材料学会Hayashi Memorial国际奖和中国炭素杰出成就奖
- 全国模范教师
- 2018年首届全国“最美科技工作者”[5]
- 陕西省教书育人楷模等荣誉
- 培养140余位研究生